# Línea 149 (Santa Fe Provincia)
La línea 149 (línea 33/9) de permiso precario provincial de Santa Fe es una línea de transporte público de pasajeros interurbana con recorrido entre las ciudades de Rosario y Casilda, Argentina. El servicio está actualmente operado por el grupo empresario Rosario Bus desde marzo de 2017.
Diversas empresas como Central Casilda y posteriormente Monticas, hasta fines de febrero de 2019, fueron operadoras de la línea.

## Recorridos
Servicio diurno y nocturno.
|  |  | KBHFa |

|  |  | KBHFa |

|  |  | KBHFa |

|  |  | KBHFe |

|  |  | KBHFe |